# Białogardzka Struga
Białogardzka Struga – struga Wysoczyzny żarnowieckiej. Struga przepływa przez obszar gminy Wicko i gminy Nowa Wieś Lęborska oraz przez miejscowości Lędziechowo, Białogarda i na zachód od miejscowości Gęś uchodzi do Łeby.
Od czasów historycznych struga nie posiadała swojej oficjalnej nazwy. Dopiero w 1948 roku odpowiednim rozporządzenie nadano nazwę "Białogardzka Struga". Według różnych dokumentów i opracowań struga posiada dwa możliwe źródła. Pierwsze koło wsi Kopaniewo tak wymieniana jest struga w rozporządzeniu nadającym nazwę "p. d. Leba FL. źródł. przy Koppenow". Według innych publikacji źródła strugi znajdują się koło wsi Łebień.
Powierzchnia zlewni wynosi 53,5 km².